# SEF Mediolanum
La Società per l'Educazione Fisica (SEF) Mediolanum (també Ginnastica Mediolanum) és un club esportiu de la ciutat de Milà (Itàlia), que destacà a inicis de segle xx en futbol.

## Història
L'entitat va ser fundada per Alberto Alberti l'any 1896, essent-ne el primer president. La secció de futbol nasqué el 1899, adoptant els colors blanc i negre. Nasqué com a resposta a la fundació del Milan Cricket and Football Club però sense permetre la presència de jugadors estrangers.
Participà en el tercer campionat de futbol de l'any 1901 on fou vençut pel Milan per 2 a 0. Finalment acabà en quarta posició de cinc participants. L'any següent fou derrotat pel Genoa també per 2 a 0. Millor li va anar al campionat de la Federazione Ginnastica Nazionale Italiana on es proclamà campió el 1901, derrotant la Palestra Ginnastica Ferrara, i el 1902. També participà en el campionat Medaglia del Re els anys 1900, 1901 i 1903, essent eliminat.
L'estiu de 1904, el consell directiu prohibí als seus atletes de participar en competicions de futbol. Per aquest motiu Umberto Meazza i la major part dels seus companys abandonaren la ciutat i ingressaren a la Unione Sportiva Milanese.
L'entitat encara existeix avui dia amb seccions de voleibol, karate, lluita lliure o gimnàstica.

## Futbolistes destacats
- Umberto Meazza

## Cronologia
- 1901: Eliminat al campionat de la FIGC. Campió del campionat de la FNGI.
- 1902: Eliminat al campionat de la FIGC. Campió del campionat de la FNGI.